# تهیه‌کنندگان (موزیکال)
تهیه‌کنندگان (انگلیسی: The Producers) موزیکالی با موسیقی و اشعار مل بروکس است. این موزیکال برگرفته از فیلمی با همین نام محصول سال ۱۹۶۷ است.